# Poa leptalea
Poa leptalea är en gräsart som beskrevs av Jan Frederik Veldkamp. Poa leptalea ingår i släktet gröen, och familjen gräs. Inga underarter finns listade i Catalogue of Life.